# Pseudostomatella martini
Pseudostomatella martini is een slakkensoort uit de familie van de Trochidae. De wetenschappelijke naam van de soort is voor het eerst geldig gepubliceerd in 2006 door Poppe, Tagaro & Dekker.